# Heart of the Beholder
Heart of the Beholder (en español, El corazón del espectador) es una película estadounidense de 2005 escrita y dirigida por Ken Tipton.

## Sinopsis
Se basa en la propia experiencia de Tipton como el propietario de una cadena de tiendas de alquiler de cintas de vídeo en la década de 1980. Tipton y su familia abrieron las primeras tiendas de alquiler de cintas de vídeo en St. Louis en 1980; su negocio fue destruido en gran parte por una campaña de los fundamentalistas cristianos que se oponían a la cadena de transporte de la película The Last Temptation of Christ para el alquiler.

## Reparto
- Carrie Armstrong como Vesta.
- Conrad Bachmann como Rudy.
- Priscilla Barnes como Miss Olivia.
- April Barnett como Rhonda.
- Roseanne Benjamin como Vicky.
- Barbara Allyne Bennet como Miss Bennet.
- Sarah Brown como Diane Howard.
- Katelin Chesna como Marci.
- Chloë Grace Moretz como Molly.
- Patty McCormack como Helen.

## Críticas
La película ganó los premios a la "Mejor Película" en varios festivales de cine. Ryan Cracknell la resumió así: «No falta material para que el guionista-director Ken Tipton pueda trabajar con él. Eso por sí solo hace de Heart of the Beholder una película con interés. Es, en muchos sentidos, una película de gran carga política, ya que toca temas como la libertad de expresión, de creencias religiosas y todo lo relacionado con el fanatismo. Aun así, yo no creo que fue acusado de suficiente equilibrio y creo que una gran parte tiene que ver con el ritmo inconsistente de la película».